# Quionopsiquins
Els quionopsiquins (Chionopsychinae) són una subfamília de lepidòpters ditrisis de la família dels lasiocàmpids (Lasiocampidae).

## Taxonomia
La subfamília Chionopsychinae inclou un únic gènere amb dues espècies:
- Chionopsyche Aurivilius, 1909
  - Chionopsyche grisea Aurivillius, 1914
  - Chionopsyche montana Aurivilius, 1909